# Кошкарёва, Наталья Борисовна
Ната́лья Бори́совна Кошкарёва (15 июля 1963) — российский лингвист, доктор филологических наук, профессор. Член Орфографической комиссии РАН, эксперт РАН, председатель экспертной комиссии Тотального диктанта.

## Биография
Окончила гуманитарный факультет Новосибирского государственного университета (1986) и аспирантуру в Институте филологии СО РАН под руководством доктора филологических наук, профессора М. И. Черемисиной.
В 1992 году защитила кандидатскую диссертацию в Институте филологии СО РАН по теме «Конструкции с инфинитными формами глагола в хантыйском языке». С 1993 года работает на кафедре общего и русского языкознания.
В 2008 году защитила докторскую диссертацию в Институте филологии СО РАН по теме «Типовые синтаксические структуры и их семантика в уральских языках Сибири», специальность 10.02.20 — Сравнительно-историческое, типологическое и сопоставительное языкознание).
Главный научный сотрудник Сектора языков народов Сибири Института филологии СО РАН, заведующая кафедрой общего и русского языкознания Гуманитарного Института НГУ, главный научный сотрудник научно-исследовательского отдела хантыйской филологии и фольклористики Обско-угорский институт прикладных исследований и разработок.
С 2008 года является заведующей кафедрой общего и русского языкознания Гуманитарного института Новосибирского государственного университета. С 2011 года — профессор ВАК по кафедре общего и русского языкознания Новосибирского государственного университета.

## Научная деятельность
Сфера научных интересов: Синтаксис русского языка, фонетика, лексикология и лексикография, грамматика, диалектология и фольклор уральских языков Сибири (хантыйского и ненецкого).
Направление специализации: принципы моделирования структуры и семантики предложения.
Работает главным научным сотрудником в Институте филологии СО РАН, в секторе языков народов Сибири. Она является членом Ученого совета гуманитарного факультета НГУ, членом Ученого совета Института филологии СО РАН, членом диссертационного совета Д 003.040.01 по защитам диссертаций на соискание учёной степени доктора филол. наук по специальности 10.02.20 «Сравнительно-историческое, типологическое и сопоставительное языкознание» при Институте филологии СО РАН, членом редколлегии журналов «Вестник НГУ (Сер.: Филология)» и «Сибирский филологический журнал», рекомендованных ВАК Министерства образования и науки РФ для публикации основных положений докторских диссертаций, а также журналов «Вестник НГУ (Сер.: Лингвистика и межкультурная коммуникация)», «Вестник угроведения», ответственным редактором сборников научных трудов, выпускаемых в серии «Языки коренных народов Сибири», издаваемой Институтом филологии СО РАН.

## Основные работы
Автор и соавтор 150 научных публикаций.
Авторефераты
- Конструкции с инфинитивными формами глагола в хантыйском языке: Автореф. дис. канд. филол. наук. Новосибирск, 1991.
- Типовые синтаксические структуры и их семантика в уральских языках Сибири: Автореф. дис. д-ра филол. наук. Новосибирск, 2007.

Монографии
- Очерки по синтаксису лесного диалекта ненецкого языка: Ч. 1. Синтаксические связи. Новосибирск, 2005.
- О формировании лингвистического ландшафта Сибири (введение к коллект. моногр.) // Пути формирования лингвистического ландшафта Сибири. Новосибирск, 2005. С. 3-7 (совм. с Широбоковой Н. Н., Мальцевой А. А., Селютиной И. Я.).
- Синтаксические средства выражения пространственных отношений (на материале уральских и тунгусо-маньчжурских языков Сибири) (гл. в коллект. моногр.) // Пути формирования лингвистического ландшафта Сибири. Новосибирск, 2005. Раздел II. Гл. 3. С. 74-119.
- Способы выражения модус-диктумных отношений в уральских языках Сибири (на материале хантыйского и ненецкого языков) (гл. в коллект. моногр.) // Пути формирования лингвистического ландшафта Сибири. Новосибирск, 2005. Раздел III. Гл. 4. С. 169—195.
- О принципах классификации сложного предложения как единицы языка и речи (гл. в коллект. моногр.) // Лингвистические идеи В. А. Белошапковой и их воплощение в современной русистике: коллект. моногр. / Сост., отв. редактор Л. М. Байдуж. Тюмень: Мандр и Ка, 2010. С. 68-95.

Словари
- Диалектологический словарь ненецкого языка / Под ред. Н. Б. Кошкаревой. Екатеринбург: Издательство «Баско», 2010. 352 с. (совм. с Бурковой С. И., Лаптандер Р. И., Янгасовой Н. М.).
- Диалектологический словарь хантыйского языка (шурышкарский и приуральский диалекты) / Под ред. Н. Б. Кошкаревой. Екатеринбург: Издательство «Баско», 2011. 208 с. (совм. с Вальгамовой С. И., Ониной С. В., Шияновой А. И.).

Публикация фольклорных текстов
- Сказки народа ханты (сборник фольклорных произведений). СПб., 1995 (совм. с Соловар В. Н., Ковган Е. В.).
- Образцы текстов на лесном диалекте ненецкого языка // Языки коренных народов Сибири. Вып. 7. Ч. 2. Новосибирск, 2003. С. 3-91 (совм. с Бурковой С. И., Шиловой В. В.).
- Сургутский диалект хантыйского языка (тром-аганский говор) // Языки коренных народов Сибири. Вып. 10. Экспедиционные мат-лы. Новосибирск, 2003. С. 107—140.
- Образцы текстов на сургутском диалекте хантыйского языка (тром-аганский говор) // Языки коренных народов Сибири. Вып. 13. Экспедиционные мат-лы. Новосибирск, 2004. С. 104—148.
- Сказки варьёганских хантов (сборник фольклорных произведений). Ханты-Мансийск: Полиграфист, 2006.
- Пящитаң неша" вача"мы": Рассказы варьёганских ненцев. На ненецком (лесной диалект) и русском языках. Ханты-Мансийск: Полиграфист, 2007. 44 с. (совм. с Бурковой С. И., Шиловой В. В.).

#### Учебно-методические издания
- Сложное и осложненное предложение в хантыйском языке. Новосибирск, 1991. 99 с. (совм. с Черемисиной М. И.).
- Мы говорим по-хантыйски. Нижневартовск, 1996 (совм. с Соловар В. Н.).
- Русский язык. Фонетика: Сб. упр. Новосибирск, 1998.
- Морфемика. Словообразование: Сб. упр. Новосибирск, 1998 (совм. с Заковряшиной Т. А.).
- Хăнты ясăңн путăртӆув (Поговорим по-хантыйски). Новосибирск: Сибирский хронограф, 2004 (совм. с Соловар В. Н.).
- История синтаксических учений в России: Мат-лы к курсу «Современный русский язык. Синтаксис простого предложения» (рекомендовано УМО по классическому университетскому образованию). Новосибирск, 2006 (совм. с Кузнецовой Е. C.).
- Сочинительные связи и отношения: Рабочая тетрадь к семинарским занятиям по курсу «Современный русский язык. Синтаксис простого предложения». Новосибирск, 2007 (совм. с Сорокиной Е. Н.).
- Увты муй ўвты: Курс практической фонетики хантыйского языка (казымский диалект). Новосибирск: Академическое издательство «ГЕО», 2007. 178 с. (совм. с Соловар В. Н.).
- Синтаксис современного русского языка. Ч. I. Простое предложение: Мат-лы к лекциям. Новосибирск, 2010.
- Синтаксис современного русского языка. Ч. II. Осложненное и сложное предложение: Мат-лы к лекциям. Новосибирск, 2010.
- Подчинительные связи и отношения в словосочетании. Рабочая тетрадь к семинарским занятиям по курсу «Современный русский язык. Синтаксис простого предложения». Новосибирск, 2010 (совм. с Сорокиной Е. Н.).
- Образцы разбора простого предложения. Уч.-метод. пос. для подготовки студ. гуманит. фак-та НГУ к экзамену по курсу «Синтаксис современного русского языка» по спец. 021700 — Филология. Новосибирск, 2010 (совм. с Сорокиной Е. Н.).

Научно-популярные публикации
- Сколько цветов в радуге? Наука из первых рук. 2018. № 2-3 (78). С. 90-99.